# Arbiskopfjoch
De Arbiskopfjoch of Melchboden is een alpenpas bij het Zillertal in de Oostenrijkse deelstaat Tirol. De pashoogte ligt op 2015 meter hoogte. De pas maakt deel uit van de 31 kilometer lange tolweg Zillertaler Höhenstrasse.
De beklimming vanuit Aschau im Zillertal (567 m) kent een gemiddelde stijging van 8,5%, maar kent gedeeltes met een stijging van 20%. Vanuit Hippach bedraagt de maximale stijging 17%, maar gemiddeld is de stijging hoger, 10%.
Arlberg · Bielerhöhe · Brenner · Fern · Flexen · Gerlos · Großglockner · Hahntennjoch · Katschberg · Kühtai · Pfitscherjoch · Plöcken · Radstädter Tauern · Reschen · Seefeld · Sölk · Staller Sattel · Timmelsjoch · Triebener Tauern · Turracherhöhe · Zeinis